# Fenantrolina
Fenantrolina, o-fenantrolina, 1,10-fenantrolina – organiczny związek chemiczny, związek heterocykliczny o szkielecie węglowym fenantrenu, zawierający dwa pierścienie pirydynowe. Posiada 9 izomerów, różniących się położeniem atomów azotu. Najczęściej spotykany w handlu jest izomer 1,10, choć dostępne są też mieszaniny izomerów.

## Zastosowanie
- Jej kompleks z jonem żelaza Fe2+ jest wykorzystywany jako indykator reakcji redoks, stosowany m.in. w miareczkowaniu, który zmienia barwę z czerwonej (forma zredukowana) do niebieskiej (forma utleniona) przy standardowym potencjale redoks = 1,06 V.
- Posiada silne własności kompleksujące metale przejściowe.
- Jest inhibitorem metaloproteaz.